# Vogelschutzgebiet Diemel- und Hoppecketal mit angrenzenden Wäldern

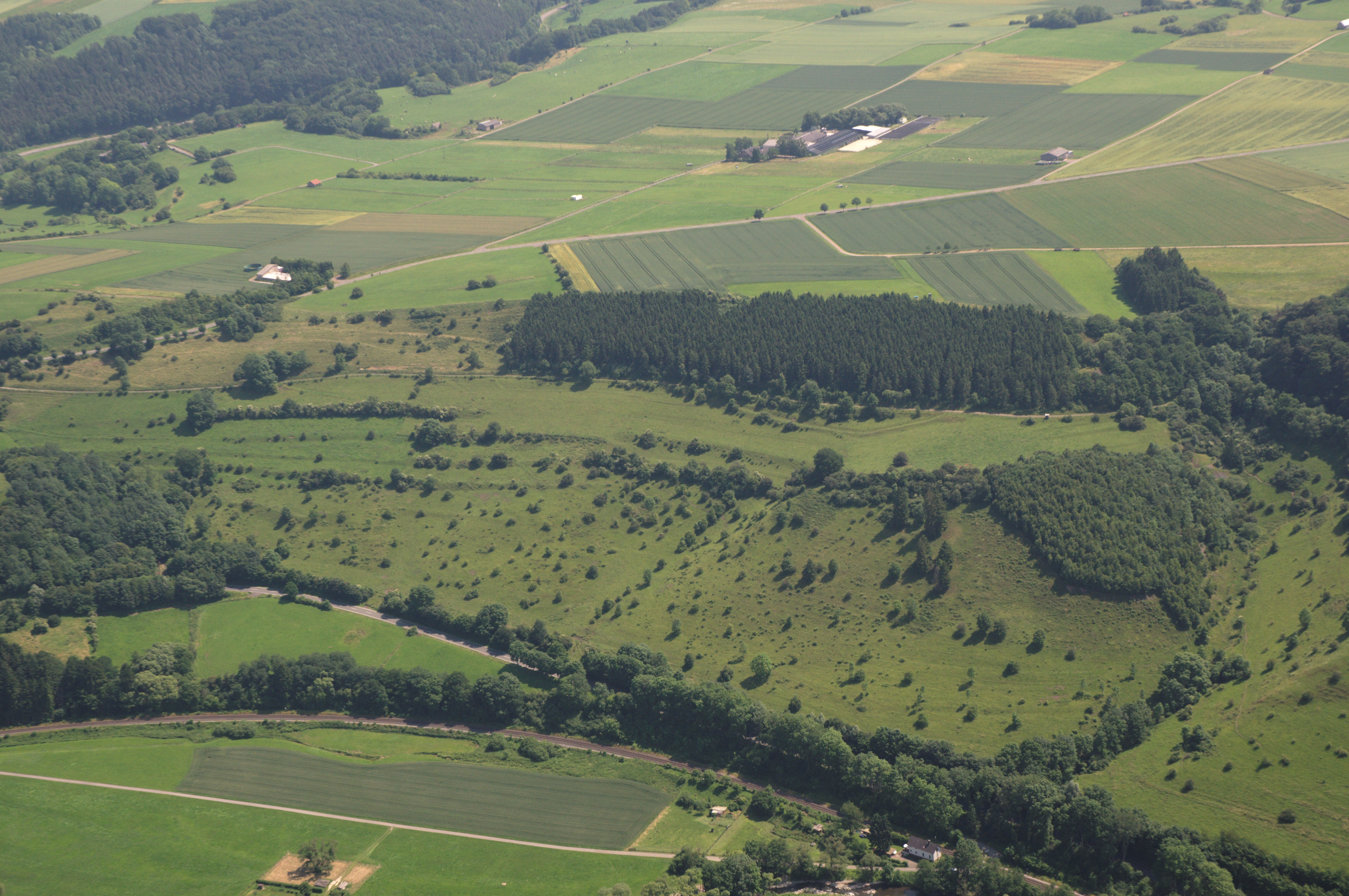
Teilfläche Naturschutzgebiet Auf der Wiemecke

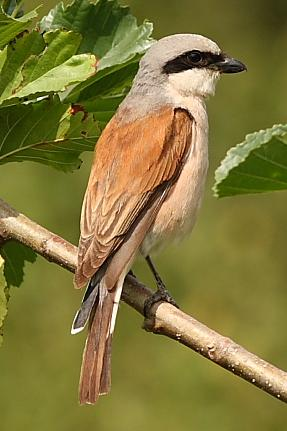
Männlicher Neuntöter

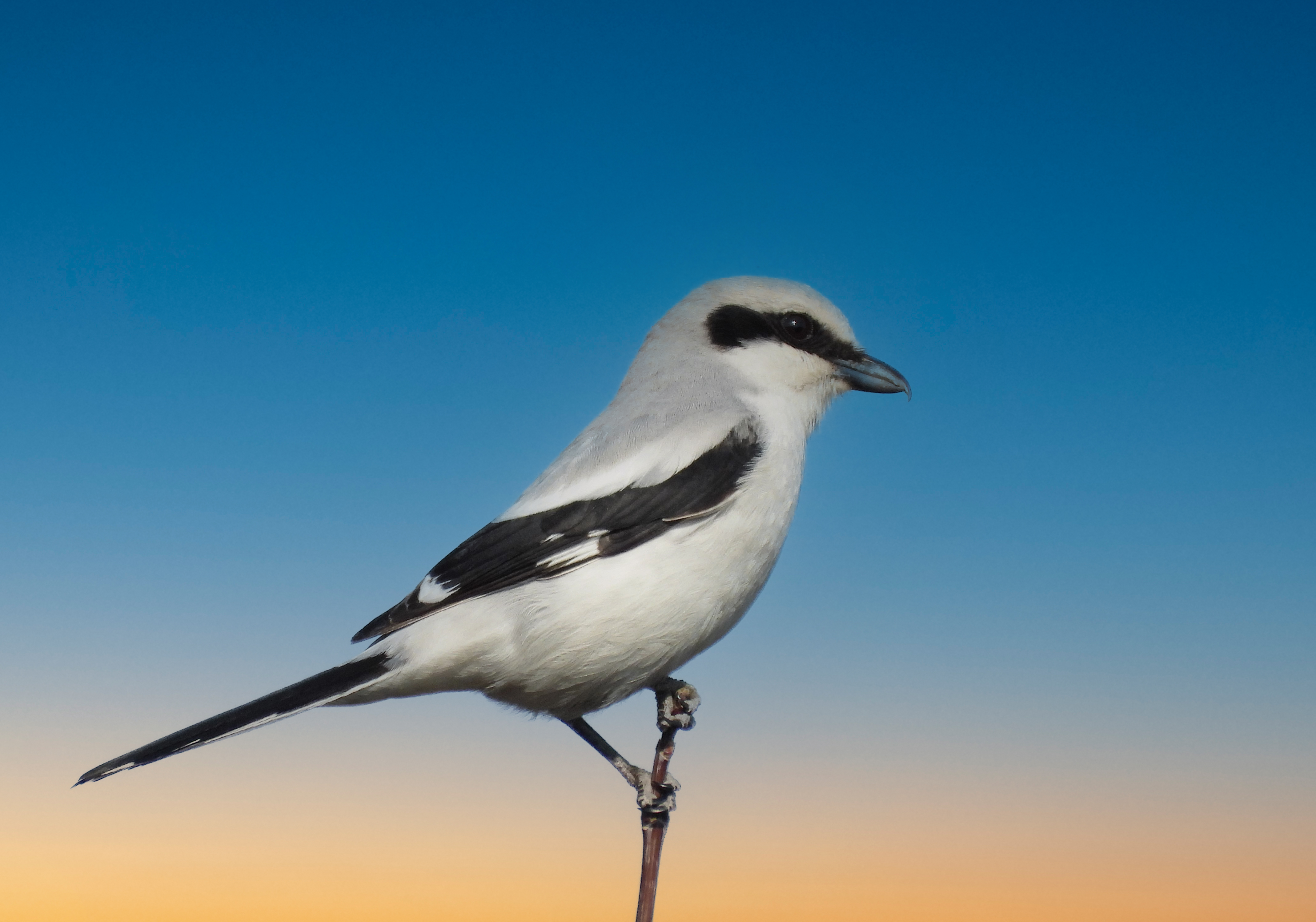
Raubwürger

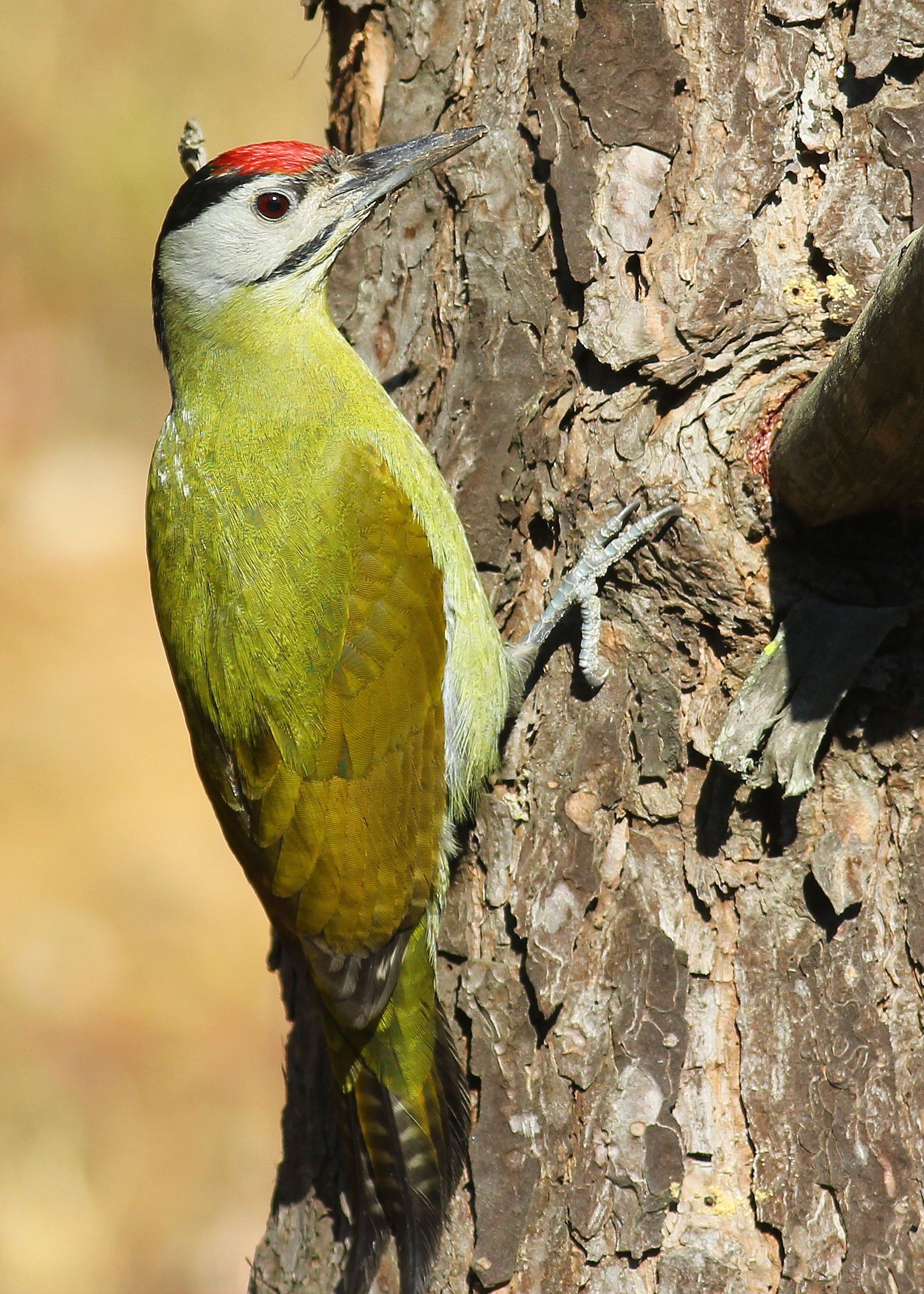
Männlicher Grauspecht

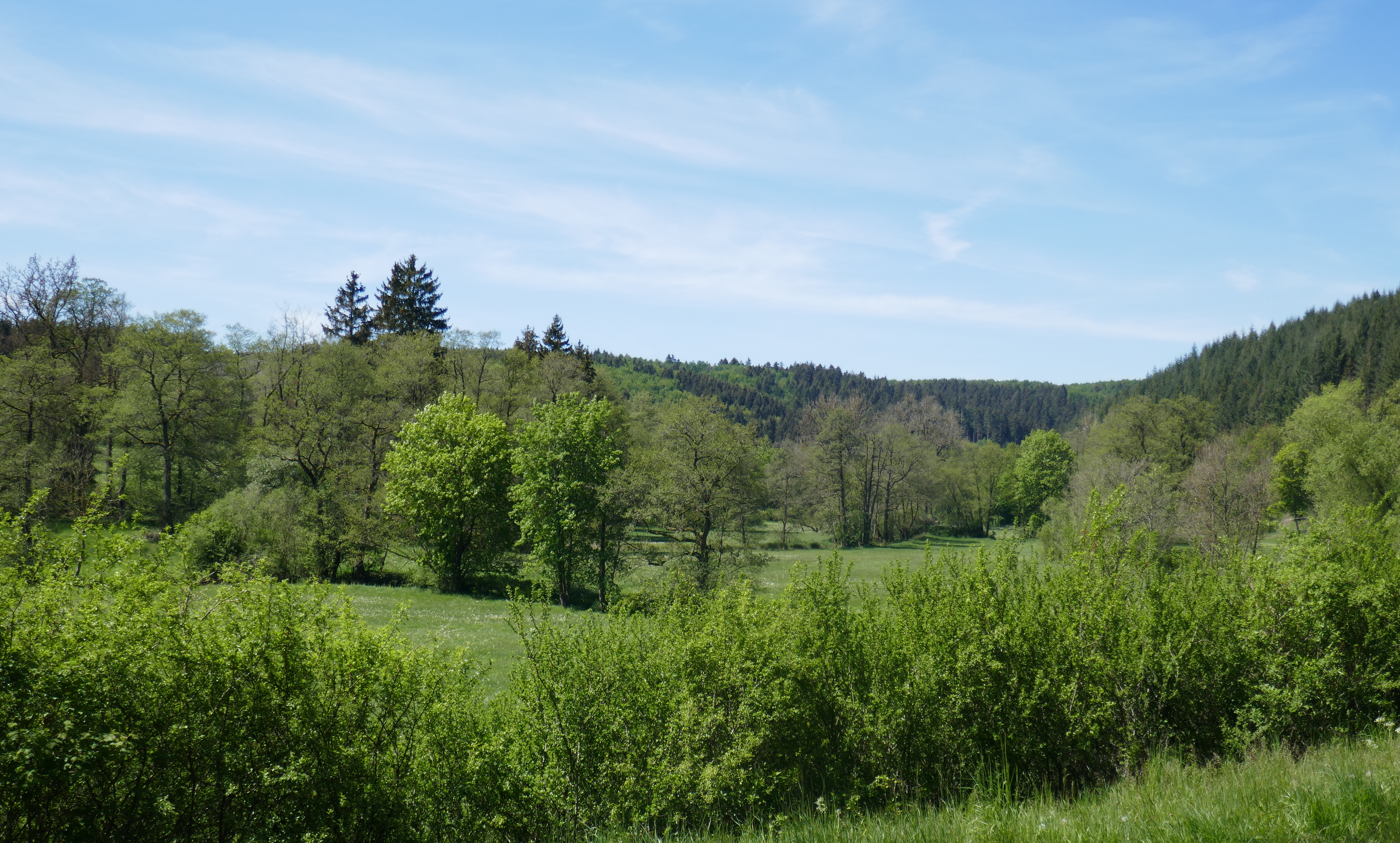
Teilbereich Naturschutzgebiet Almetal (Büren)

Das Vogelschutzgebiet Diemel- und Hoppecketal mit angrenzenden Wäldern (DE-4517-401) ist ein Europäisches Vogelschutzgebiet (Kurzbezeichnung Vogelschutzgebiet bzw. SPA-Gebiet) in Nordrhein-Westfalen im östlichen Hochsauerlandkreis und im südlichen Kreis Paderborn und gehört zum Schutzgebietenetz Natura 2000. Das Schutzgebiet mit 15.154 ha Flächengröße und 48 Teilflächen liegt in den Stadtgebieten von Brilon, Marsberg, Büren und Bad Wünnenberg. Grund der Ausweisung als Vogelschutzgebiet war, dass dort einige seltene Vogelarten mit größeren Brutpaarzahlen zu finden sind. Grund waren insbesondere die Vorkommen von Grauspecht, Neuntöter und Raubwürger. Am 27. Dezember 2023 erfolgte die Ausweisung vom Vogelschutzgebiet Diemel- und Hoppecketal mit angrenzenden Wäldern.

## Geschichte
Der Verein für Natur- und Vogelschutz im Hochsauerlandkreis (VNV) hat am 7. Dezember 2019 bei der Europäischen Kommission einen Antrag auf Ausweisung eines Europäischen Vogelschutzgebiets Diemel- und Hoppecketal mit Wäldern bei Brilon und Marsberg mit rund 28.000 ha Flächengröße gestellt, um den langfristigen Schutz dieser bedrohten Arten zu gewährleisten. Durchschriften des Antrages sind zeitgleich an das Land NRW, die Bezirksregierung Arnsberg und den Hochsauerlandkreis gegangen. Dem Antrag des VNV ging 2017 bis 2019 die Kartierung der Brutverbreitung ausgewählter Arten der europäischen Vogelschutzrichtlinie des Anhangs I und gefährdete wandernde Arten nach Art. 4 Abs. 2 und des Wintervorkommens des Raubwürgers sowie ein Rastgebiet des Mornellregenpfeifers in den Stadtgebieten Brilon und Marsberg der Ornithologischen Arbeitsgemeinschaft des VNV vor raus. Bei Ausweisung von Vogelschutzgebieten in Nordrhein-Westfalen Ende der 1990er Jahre lagen dem
Landesamt für Natur, Umwelt und Verbraucherschutz Nordrhein-Westfalen (LANUV) aus diesem Naturraum keine ausreichenden Daten vor, um die Erfüllung oder
Nichterfüllung der Kriterien für ein Vogelschutzgebiet beurteilen zu können. Aufgrund der neuen Erkenntnis, dass auf das Gebiet „Diemel- und Hoppecketal“ o. g. Kriterien zutreffen, ergab sich die rechtliche Verpflichtung für das Land NRW, es als VSG zu melden.
Im nun ausgewiesenen VSG liegen vor allen Waldflächen, wobei Fichten-Kalamitätsflächen, die bei der ersten Offenlegung noch im LANUV-Gebietsvorschlag enthalten waren, fehlen, obwohl sie für die Arten Raubwürger, Neuntöter und Grauspecht hohe Bedeutung haben. Während Grünland- und Ackerflächen sowie Weihnachtsbaumkulturen sofern sie außerhalb von NSGs liegen und dazu sogar einige NSGs um Brilon im ausgewiesenen VSG entfallen sind. Obwohl die Brutplätze von Grauspecht, Raubwürger, Neuntöter und Raubwürger-Winterreviere, ja eigentlich Ausweisungsgrund waren, vielfach außerhalb des VSG liegen. So fehlt eine Reihe von Schwerpunktvorkommen von Raubwürger und Neuntöter im VSG. Fast alle Winterreviere des Raubwürgers liegen außerhalb der Grenzen des VSG. Etwa die Hälfte der auf 500 Brutpaare geschätzten Neuntöter-Population liegt außerhalb der Grenzen des geplanten VSG. Nur die Hälfte der Raubwürger-Brutreviere liegt innerhalb des VSG. Nur etwa die Hälfte der 2021 56 Brutreviere des Grauspechts liegt ganz oder teilweise innerhalb des ausgewiesenen Schutzgebietes. Das Rastgebiet des Mornellregenpfeifers im Stadtgebiet von Marsberg fehlt ebenfalls. Laut EU Gesetz müssen sich VSG-Abgrenzungen allein an Populationen der relevanten Vogelarten und deren Aktionsräume orientieren. Offensichtlich spielten bei der Abgrenzung des VSG politische Erwägungen eine große Rolle. „Teile der Politik aus den Kommunen Brilon und Marsberg sowie dem HSK, der landwirtschaftliche Kreisverband, Vertreter der Forstwirtschaft, die Industrie- und Handelskammer Arnsberg überboten sich mit Falschbehauptungen, malten das VSG als Schreckgespenst an die Wand und suggerierten das Ende der wirtschaftlichen Entwicklung der Region. Den Kartierern wurde die Fachkompetenz abgesprochen; die erhobenen Daten wurden in Zweifel gezogen; der VNV habe „konspirativ und heimlich“ agiert; das gesamte Ausweisungsverfahren sei laut HSK-Kreisverwaltung nicht gesetzeskonform.“ Das VSG gleicht so im südlichen Bereich mit 48 Teilflächen eher einem Flickenteppich. Selbst Flächen, die im Biotopverbundsystem NRW aufgeführt sind, fehlen im VSG, auch wenn in ihnen Raubwürger, Neuntöter und/oder Grauspecht vorkommen. In der ursprünglich vom VNV vorgeschlagenen Abgrenzung hatten die Vogelarten Schwarzstorch, Wespenbussard, Rotmilan, Schwarzmilan, Uhu, Schwarzspecht, Raubwürger, Neuntöter, Grauspecht, Waldlaubsänger, Baumpieper und Wiesenpieper jeweils die größten Vorkommen in einen VSG in NRW.

## Gebietsbeschreibung
Im nördlichen Teil des VSG befinden sich großflächige Waldgebiete, während sich in der Südhälfte meist kleinflächigere Gebiete meist mit viel Offenland liegen. Das Landesamt für Natur, Umwelt und Verbraucherschutz Nordrhein-Westfalen (LANUV) beschreibt das Vogelschutzgebiet (VSG) wie folgt: „Das Vogelschutzgebiet „Diemel- und Hoppecketal mit Wäldern bei Brilon und Marsberg“ befindet sich in einer reich strukturierten Landschaft im Osten des Sauerlandes unmittelbar angrenzend an Hessen sowie südlich der Paderborner Hochfläche. Dieser Refugialraum für viele seltene und bedrohte Vogelarten ist geprägt durch großflächige Hainsimsen- und Waldmeister-Buchenwälder, Eichen-Buchenwälder mit Fichtenforsten, naturnahe Fließgewässer mit Erlen-Eschen- und Weichholz-Auenwälder, Felsbiotope, Schlucht- und Hangmischwälder, gut ausgebildete Grünländer sowie Kalkmagerrasen und Heckenkomplexe.“
Die Flächen im VSG sind meist als Naturschutzgebiet (NSG), viele sind zugleich als Fauna-Flora-Habitat-Gebiet (FFH) ausgewiesen. Kleinere Flächen sind nur als Landschaftsschutzgebiet (LSG) auswiesen. Bei den LSG-Flächen im Süden des VSG im handelt es sich meist um Flächen die dem Land NRW, der NRW-Stiftung oder dem VNV gehören.
Weitere Vogelarten mit größeren Vorkommen, neben den bereits aufgeführten Arten im VSG sind, sind Turteltaube, Raufußkauz, Sperlingskauz, Eisvogel, Mittelspecht, Baumfalke, Wanderfalke, Feldlerche und Zippammer.

## Schutzzweck
Das Ministerialblatt NRW Ausgabe 2023 Nr. 49 vom 27. Dezember 2023 führt zum Schutzzweck aus: „Erhaltung und Entwicklung eines großräumigen, möglichst naturnahen, störungs- und zerschneidungsarmen sowie altholz-, totholz- und strukturreichen Buchen-, Eichen- und Mischwald-Gebietes mit Felskomplexen, Schlucht- und Hangmischwäldern, naturnahen Fließgewässern mit begleitenden Auenwäldern, wertvollen Grünlandflächen sowie Magerrasen als Brut- und Nahrungsgebiet sowie als Rast- und Überwinterungsgebiet zur Erhaltung und Entwicklung der Bestände von Baumfalke, Eisvogel, Grauspecht, Mittelspecht, Neuntöter, Raubwürger, Raufußkauz, Rotmilan, Schwarzmilan, Schwarzspecht, Schwarzstorch, Sperlingskauz, Uhu, Wespenbussard und Wiesenpieper.“

## Kritik
„Die anerkannten Naturschutzverbände in NRW Bund für Umwelt und Naturschutz Deutschland, Naturschutzbund Deutschland und Landesgemeinschaft Naturschutz und Umwelt NRW halten sowohl den früheren ersten Abgrenzungsvorschlag des LANUV als auch die Abgrenzung des ausgewiesenen VSG für unzulänglich und nicht geeignet, die formulierten Schutzziele zu erfüllen. Sie fordern das VSG um die 2019 bereits vorgeschlagene Fläche zu erweitern oder zumindest weiträumig zu erweitern. Dies muss die bedeutenden Populationen derjenigen Arten umfassen, für die NRW bislang keine Schutzgebiete ausgewiesen hat. Außerdem müssen alle Flächen und Strukturen von den Grenzen des Gebietes abgedeckt sein, die für den Erhalt der regionalen Populationen der Arten mit großflächigen Habitatansprüchen wichtig sind. Bis zur Ausweisung der zwingend einzubeziehenden Teilgebiete, die bislang nicht ins ausgewiesene VSG „Diemel- und Hoppecketal mit angrenzenden Wäldern“ integriert wurden, müssen diese als „faktisches VSG“ angesehen werden.“ Um dies noch mal mit Fakten zu untermauern, führte die OAG VNV in den Jahren 2020 bis 2023 weitere „umfangreiche ornithologische Kartierungen im ursprünglich vom VNV als VSG beantragten Gebiet durch und brachte die Ergebnisse in das Verfahren ein“.
Die IHK Arnsberg sah im EU-Vogelschutzgebiet nur eine Einschränkung der Entwicklungsmöglichkeiten. Insbesondere wurde eine eingeschränkte bzw. unmögliche Nutzung als Bauflächen für Siedlungen und Gewerbe, Steinbrucherweiterungen, Holznutzung und Nutzung für Windkraft- und Photovoltaikanlagen angeführt. Bei Nutzungen wären zudem eine Umweltverträglichkeitsprüfungen wegen des Umgebungsschutzes auch bis 300 m vom Schutzgebiet entfernt notwendig.

## Naturschutzgebiete und Landschaftsschutzgebiete im VSG
Die Naturschutzgebiete Naturschutzgebiet Bilstein (Brilon), Naturschutzgebiet Tettler, Naturschutzgebiet Scheffelberg / Kalberstert, Naturschutzgebiet Königswiese, Naturschutzgebiet Heimberg, Naturschutzgebiet Feldberg (Brilon, HSK-512), Naturschutzgebiet Feldberg (Brilon, HSK-211), Naturschutzgebiet Mittelbruch, Naturschutzgebiet Lühlingsbach-Nettetal, Naturschutzgebiet Große Aa, Naturschutzgebiet Altehaier Bruch, Naturschutzgebiet Wälder bei Büren, Naturschutzgebiet Almetal (Büren), Naturschutzgebiet Wünnenbecke, Naturschutzgebiet Wessels Flügel, Naturschutzgebiet Weiße Frau / Rösenbecker Burg, Naturschutzgebiet Leiberger Wald, Naturschutzgebiet Waldbruch, Naturschutzgebiet Tinne / Nehder Kopf, Naturschutzgebiet Talsystem der Glenne, Naturschutzgebiet Stuckenplatz, Naturschutzgebiet Sticklenberg / Schwarze Haupt, Naturschutzgebiet Steinbecke, Naturschutzgebiet Stadtwald am Bindel, Naturschutzgebiet Bindel, Naturschutzgebiet Sonder, Naturschutzgebiet Schwelge / Wolfsknapp, Naturschutzgebiet Schwarzes Haupt, Naturschutzgebiet Ringelnbusch, Naturschutzgebiet Rammelsbachtal, Naturschutzgebiet Oberes Möhnetal, Naturschutzgebiet Oberer und Unterer Knapp, Naturschutzgebiet Nettetal, Naturschutzgebiet Mönchspiele, Naturschutzgebiet Mittleres Hoppecketal, Naturschutzgebiet Meilfesknapp, Naturschutzgebiet Lühlingsbachtal, Naturschutzgebiet Kleine Heide, Naturschutzgebiet Hinter’m Bruch, Naturschutzgebiet Hessenkamp, Naturschutzgebiet Hemmeker Bruch, Naturschutzgebiet Hardtkopfsiepen, Naturschutzgebiet Hansenberg, Naturschutzgebiet Grüberg / Thülener Stein, Naturschutzgebiet Goldbachtal, Naturschutzgebiet Foßhohl, Naturschutzgebiet Eselsbruch/Harlebachsystem, Naturschutzgebiet Eschker Holz, Naturschutzgebiet Egge, Naturschutzgebiet Oberes Diemeltal, Naturschutzgebiet Unteres Diemeltal, Naturschutzgebiet Udorfer Mühle, Naturschutzgebiet Südlicher Arnstein, Naturschutzgebiet Schuberstein, Naturschutzgebiet Schafbruch, Naturschutzgebiet Padberg, Naturschutzgebiet Niedernfeld, Naturschutzgebiet Niederhof, Naturschutzgebiet Neuer Hagen Padberg, Naturschutzgebiet Müllenberg, Naturschutzgebiet Lüchtenberg, Naturschutzgebiet Leitmarer Felsen, Naturschutzgebiet Lange Wiese, Naturschutzgebiet Klebberg, Naturschutzgebiet Kittenberg, Naturschutzgebiet Judengrund, Naturschutzgebiet Huxstein, Naturschutzgebiet Hüttenberg, Naturschutzgebiet Hummelgrund, Naturschutzgebiet Hengesberg, Naturschutzgebiet Hasental / Kregenberg, Naturschutzgebiet Hagen / Königsseite, Naturschutzgebiet Grottenberg, Naturschutzgebiet Glockengrund, Naturschutzgebiet Glindetal, Naturschutzgebiet Galgenberg / Auf dem Glindschen Grund, Naturschutzgebiet Forst Bredelar / Obermarsberger Wald, Naturschutzgebiet Forst Bredelar, Naturschutzgebiet Eselstall / Mittelberg, Naturschutzgebiet Brandiger Berg, Naturschutzgebiet Bellergrund, Naturschutzgebiet Auf der Wiemecke, Naturschutzgebiet Auf der Eulenkirche, Naturschutzgebiet Auf dem Bruch, Naturschutzgebiet Am Forstenberg, Naturschutzgebiet Aabachtal, Naturschutzgebiet An der Kleppwiese und Naturschutzgebiet Wulsenberg gehören mit der ganzen Fläche zum Vogelschutzgebiet Diemel- und Hoppecketal mit angrenzenden Wäldern. Teile oder die Gesamtfläche der Landschaftsschutzgebiete Landschaftsschutzgebiet Obermöhne- / Almewald und Almer Quellgrund, Landschaftsschutzgebiet Magergrünland am Heimberg, Landschaftsschutzgebiet Keffelke, Landschaftsschutzgebiet Feuchtgrünland um Rixen, Landschaftsschutzgebiet Östenberg/Riestental, Landschaftsschutzgebiet Hoppenberg/Raumberg, Landschaftsschutzgebiet Offenland Bindel / Möhnetal, Landschaftsschutzgebiet Kloßsiepen, Landschaftsschutzgebiet Möhneburg / Im Wenster, Landschaftsschutzgebiet Grünlandkomplex um Schloss Alme, Landschaftsschutzgebiet Offenland am Ortsrand Alme, Landschaftsschutzgebiet Hallinghausen, Landschaftsschutzgebiet Unteres Immental, Landschaftsschutzgebiet Fauler Bruch / Hemmeker Bruch, Landschaftsschutzgebiet Offenland um Nehden, Landschaftsschutzgebiet Hoppenberg/Raumberg, Landschaftsschutzgebiet Freiflächen Remstoß, Landschaftsschutzgebiet Düsmecke / Kümecke, Landschaftsschutzgebiet Waldwiesen Hansenberg und Wiedenknapp, Landschaftsschutzgebiet Magergrünland am Glockengrund, Landschaftsschutzgebiet Staupketal, Landschaftsschutzgebiet Heidenpost / Steintwisten und Niedernfeld, Landschaftsschutzgebiet Randhöhen zwischen Sintfeld und Diemeltal und Landschaftsschutzgebiet Freiflächen um Giershagen liegen ebenfalls im VSG.